# Breheimen
Breheimen er en bjergkæde i Vestland (Stryn og Luster kommuner) og Innlandet fylke, (Skjåk og Lom kommuner) i Norge. Området ligger vest for Jotunheimen (Riksveg 55 markerer grænsen), nord for Sognefjorden og (syd)øst for Nordfjord og Riksveg 15. Breheimen har, som navnet viser, mange isbræar – blandt andet Jostedalsbreen, (som er den største gletcher i Norge) og Harbardsbreen.
Blandt de mere markante bjerge i området er Skåla, Lodalskåpa, Høgste Breakulen, Tverrådalskyrkja og Hestbrepiggan.

## Eksterne kilder og henvisninger
- Om Breheimen på scandinavianmountains.com
- Kort
- Breheimen på Store norske leksikon